# Dolf Nijhoff
Adolf Hendrik (Dolf) Nijhoff (Poerwokerto, Nederlands-Indië, 5 november 1914 - Hengelo, 1 april 1945) was een Nederlandse verzetsstrijder tijdens de Tweede Wereldoorlog.
Nijhoff werkte als bankwerker in de machinefabriek van Stork. In 1943 was hij betrokken geraakt bij het verzet toen op 29 april 1943 overal in Hengelo stakingen, ook in zijn fabriek, uitbraken als protest tegen de aangekondigde maatregel dat 300.000 Nederlandse militairen afgevoerd zouden worden als krijgsgevangenen naar Duitsland. Aan het eind van de oorlog maakte de groep deel uit van de Binnenlandse Strijdkrachten en werkte men hard mee aan de ophanden zijnde bevrijding door het plegen van sabotage-acties. Tijdens de terugtocht van de Duitse bezetter werden door de Duitse troepen veel bruggen in Hengelo opgeblazen, waaronder de Oelerbrug en de Boekelosebrug. Ook werd een oude boerderij compleet verwoest. Om te voorkomen dat de Duitsers de elektriciteitscentrale tot ontploffing zouden brengen kregen de Binnenlandse Strijdkrachten de opdracht om op 1 april 1945 het verdeelstation voor stroomlevering te bezetten bij de centrale.
Vijfentwintig mannen, waaronder Nijhoff, wisten zo te voorkomen dat de Duitsers hun plan om de centrale op te blazen konden realiseren. Een van de Duitse soldaten wist te vluchten en waarschuwde de SS. Deze kwamen met een flink aantal aanzetten en de verzetsstrijders moesten vluchten via de spoorwegovergang aan de Grobbenweg. Twee van hen, Theo van Loon en Frank Santman, werden tijdens de vlucht doodgeschoten. Nijhoff werd gevangengenomen en meteen geëxecuteerd en een vierde wist zwaargewond te vluchten naar een naburige boerderij van de boer Grobben die hem verstopte voor de Duitsers.
Na de oorlog zijn in de wijk Groot Driene drie straten naar de overleden verzetslieden vernoemd, waaronder de Dolf Nijhoffstraat. Het lichaam van Nijhoff werd begraven op het Ereveld Loenen.